# Стихар

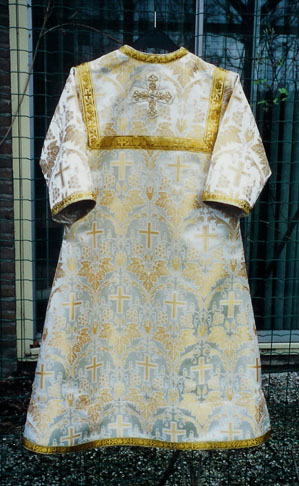
Православний стихар

Стиха́р (церк.-слов. стихарь, грец. στιχάριον від στιχος — «пряма лінія, рядок») — богослужебне убрання православних священно- і церковнослужителів. Розрізняються стихарі диякона (і церковнослужителя), священника і архієрея. Стихар диякона (і церковнослужителя) — довгий одяг із широкими рукавами, з розрізами від пахв до низу, скріпленими ґудзиками. Стихар одягається дияконом поверх підрясника. Стихар символізує одяг спасіння і шиється з матерії світлого кольору.
Походить від грецького хітона — чоловічого і жіночого одягу. У римо-католицькій церкві стихарю відповідають далматика і туніка.